# Trichoprosopon lampropus
Trichoprosopon lampropus är en tvåvingeart som först beskrevs av Howard, Dyar och Frederick Knab 1913.  Trichoprosopon lampropus ingår i släktet Trichoprosopon och familjen stickmyggor.
Artens utbredningsområde är Panama. Inga underarter finns listade i Catalogue of Life.